# Rophites canus
Rophites canus är en biart som beskrevs av Eduard Friedrich Eversmann 1852. Rophites canus ingår i släktet blomdyrkarbin, och familjen vägbin. Inga underarter finns listade i Catalogue of Life.